# علي سايبو
علي سايبو (بالفرنسية: Ali Saïbou)‏ هو عسكري من النيجر شغل منصب رئيس النيجر، بعد وفاة الرئيس سيني كونتشي سنة 1987، بقي في منصبه حتى انتخاب ماهامان عثمان سنة 1993.